# الشركة العربية السعودية للتأمين التعاوني
الشركة العربية السعودية للتأمين التعاوني (سايكو) هي شركة مساهمة تأمين سعودية، تأسست في العشرين من أغسطس عام 2007، برأس مال يبلغ مئة مليون ريال سعودي، تمارس الشركة العربية السعودية للتأمين التعاوني أنشطة التأمين في جميع مجالات التأمين عدا تأمين الحماية والإدخار.

## منتجات الشركات
- تأمين المركبات
- التأمين الصحي
- تأمين الممتلكات
- التأمين البحري على البضائع
- تأمين اجسام السفن
- تأمين الأعمال الهندسية
- تأمين المسؤولية
- تأمين الحياة للمجموعات